# Tatjana Mihhailovová
Tatjana Mihhailovová (estonsky Tatjana Mihhailova, rusky Татьяна Михайлова; * 19. června 1983 Kaliningrad), též známá jen jako Tanja, je estonská popová zpěvačka a herečka ruského původu. Narodila se v ruském Kaliningradě, ale již ve velmi mladém věku se přestěhovala do Estonska. Ve své profesionální kariéře působila v různých skupinách a realizovala se v řadě muzikálů, různých představení a koncertů. Reprezentovala Estonsko na Eurovision Song Contest 2014 s písní „Amazing“.

## Hudební kariéra
Tanja začala se zpěvem ve velmi mladém věku, a proto se účastnila mnoha soutěží a hudebních festivalů v Estonsku, Rusku a na Ukrajině. V roce 1998 zvítězila v soutěži Utrennaja Zvezda v lotyšské Jūrmale a v roce 2002 se zúčastnila baltské pěvecké soutěže Fizz Super Star 2002.
Jako herečka v muzikálech hrála hlavní roli v představeních Fame, kde si zahrála Karmen; další byla role Pavoučí ženy v představení Polibek pavoučí ženy; neposledním muzikálem byl Kabaret, kde si zahrála roli Sally Bowles.
Pod taktovkou autora eurovizních singlů Svena Lõhmuse a spolu s estonskou zpěvačkou Ly Lumiste v roce 2001 založila techno skupinu Nightlight Duo. Skupina vydala 2 alba, kterými jsou Jäljed liival (2001), česky Stopy v písku a druhým bylo album La Fiesta del sol (2002), česky Party na slunci. Později album La Fiesta del sol vyhrálo cenu za nejlepší album roku Aasta Uustulnuk 2002.
Nightlight Duo se zúčastnilo dvakrát národního estonského kola Eurolaul, což byl dříve národní estonský výběr pro Eurovision Song Contest.
V roce 2002 se jejich píseň „Another Country Song“ umístila na druhém místě a o rok později se jejich píseň „I can be the 1“ umístila na čtvrté pozici. Obě písně produkoval a napsal estonský skladatel Sven Lõhmus.
Skupina se v roce 2004 rozpadla kvůli těhotenství Ly Lumiste. Tanja pokračovala ve své hudební kariéře.

### 2005: Jz Belle
V roce 2005 se svým producentem a skladatelem Timo Vendtem založila skupinu Jz Belle.

### 2005—2014: Jiné skupiny a představení
Poté, co ukončila účinkování ve Jz Belle, začala pracovat ve skupině Sunday Mood s Timo Vendtem a kanadským kytaristou Alexem Pierem Federicim, se kterým vydala v roce 2009 album v angličtině nazvané Something more. Album mělo obrovský úspěch, hlavně v baltských zemích.
V této době vystupovala v předatavení Queen - The doors of Time v tartském divadle Vanemuine, spolu s umělcem z Broadwaye Tonym Vincentem a estonským zpěvákem Rolfem Roosalu. Také se účastnila pár soutěží estonské televize TV3, jako Laulud tähtedega v roce 2011, kde získala druhé místo. V listopadu 2011 se zúčastnila show Laulupealinn, kde se také umístila na druhém místě.

### Eurovision Song Contest 2014
Tanja se zúčastnila estonského národního kola Eesti Laul, které slouží jako předkolo pro Eurovision Song Contest 2014 v dánské Kodani. Superfinále národního kola těsně vyhrála s písní „Amazing“, která získala 53 % hlasů. Dne 15. března byla píseň oficiálně vydána. Do finále Eurovision Song Contest 2014 se nedostala a v semifinále se umístila na 12. místě s 36 body.

### 2014 do současnosti: Po Eurovision Song Contest
Dne 28. června se objevila na pódiu spolu s Andreou Bocellim, když koncertoval v hlavním městě Estonska, v Tallinnu. V červenci 2014 vystoupila se svým největším koncertem své kariéry s názvem Amazing Lie v rámci festivalu Õllesummer v Tallinnu. V červnu jela na Krétu k natáčení nového videoklipu pro letní singl „Forevermore“.

## Diskografie

### Alba
- Jz Belle (2004)
- Teemant (2006)
- Gemini (2012)
- Amazing EP (2014)
- Elan päev korraga (2015)

### Singly
- Kaasa mind vii (2006)
- Sind nii kaua pole olnud siin (2007)
- Sind ikka ootan (2007)
- Supernatural (2012)
- Sind ootan ikka veel (feat. Mikk Saar) (2013)
- All in My Head (2013)
- Amazing (2014)
- Forevermore (2014)
- Külmunud maa (2014)
- Elan päev korraga (2015)
- Hääletu peal (2015)